# Nick Battle
Nick Battle was een programma van Nickelodeon Nederland dat sinds 11 september 2011 elke zondagochtend om 09.00 op televisie was. Patrick Martens was de presentator van de eerste twee seizoenen van Nick Battle. Seizoen 3 werd gepresenteerd door Iris Hesseling. Sinds 2013 waren ook Bart Boonstra en Anouk Maas presentator.

## Plot
Elke week ontvangt Bart Boonstra kinderen in de studio die allemaal een spannende uitdaging zijn aangegaan. Daarnaast is er ook altijd een Bekende Nederlander.
De Bekende Nederlander moet strijden tegen de vijf kinderen. De BN'er moet raden wie welke opdracht is aangegaan. Over de details van de uitdagingen worden in de studio ook nog vragen gesteld. Als de BN'er een fout antwoord geeft krijgen de kinderen 25 punten en als de BN'er het goed heeft krijgt hij of zij 25 euro. De kinderen kunnen prijzen winnen en de BN'er strijdt voor het goede doel.
In elke show zitten ook twee verdubbelaars en een finalespel. De verdubbelaars hebben altijd iets te maken met de uitdagingen van de kinderen. De BN'er of de kinderen kunnen dan hun euro's (de punten) verdubbelen. Ze gaan de strijd met elkaar aan. Zo is er tijdens de verdubbelaar een opdracht geweest om je zo snel mogelijk te schminken en aan te kleden als een echte militair.
In de finalebattle spelen de kinderen een spel tegen elkaar. De winnaar daarvan wint de prijs waarvoor zij hebben gestreden. Elk kind krijgt ook een goodiebag mee naar huis.

## Afleveringen
| Seizoen | Afleveringen | Uitgezonden in Nederland        |
| ------- | ------------ | ------------------------------- |
| 1       | 37           | 11 september 2011 - 3 juni 2012 |
| 2       | 21*          | 9 september 2012 - juni 2014    |

## Trivia
- Nick Battle was niet in België op Nickelodeon te zien.
- Op de website van Nickelodeon is iedere aflevering terug te kijken
- Na dit programma ging de nieuwe spelshow Nick in de Box van start.